# Dolichurus ignitus
Dolichurus ignitus är en  stekelart som beskrevs av Frederick Smith 1869.
Dolichurus ignitus ingår i släktet Dolichurus och familjen Ampulicidae.

## Underarter
Arten delas in i följande underarter:
- Dolichurus ignitus ignitus
- Dolichurus ignitus contractus